# Just Another Missing Kid
Just Another Missing Kid è un documentario del 1981 diretto da John Zaritsky, vincitore del premio Oscar al miglior documentario.